# Isle-of-Man-Pfund
Das Isle-of-Man-Pfund (auch Manx-Pfund, englisch Manx Pound, Manx Punt Manninagh) ist die Währung der Isle of Man. Ein Isle-of-Man-Pfund entspricht einem britischen Pfund. Bis zum Jahr 1840 wurde das Isle-of-Man-Pfund in 280 Pence geteilt (14 Pence ergaben einen Schilling). Folglich wurden Kupfermünzen speziell für die Isle of Man herausgegeben.
Zwischen 1840 und 1971 wurden lediglich spezielle Banknoten für die Isle of Man herausgegeben. Im Jahr 1961 wurde der Regierung der Insel das alleinige Recht zur Herausgabe von Papiergeld übertragen. In Zusammenhang mit der Umstellung auf das Dezimalsystem begann die Insel 1971 damit, eigene Münzen in Umlauf zu bringen.
Das Isle-of-Man-Pfund ist im Vereinigten Königreich kein offizielles Zahlungsmittel, die Banknoten werden gewöhnlich dort nicht akzeptiert. Die Münzen gelangen gelegentlich in den UK-Geldkreislauf, da sie in Bezug auf Größe und Aussehen mit ihren britischen Gegenstücken nahezu identisch sind.
Das Isle-of-Man-Pfund zeigt die Triskele auf der einen Seite und als Lord of Mann König Charles III. ohne Krone. Die Regierung verspricht, die Währung zu achten und zu respektieren.
Das Manx-Pfund und die Münzen sind dem Pfund Sterling sehr ähnlich, mit der einen Ausnahme, dass 1 Pfund als Banknote und Münze herausgegeben wird. Münzen tragen die Worte ISLE OF MAN rund um den Kopf des britischen Monarchen und die Ränder der Münzen sind im Gegensatz zu den Sterling-Münzen nicht mit einer Inschrift markiert.
Eine Bezeichnung nach ISO 4217 existiert nicht, die übliche Abkürzung ist IMP.